# Гримальди (лунный кратер)
Кратер Гримальди (лат. Grimaldi) — большой древний ударный кратер расположенный в юго-западной части Океана Бурь на видимой стороне Луны. Название присвоено в честь итальянского физика и астронома Франческо Мария Гримальди (1618—1663) и утверждено Международным астрономическим союзом в 1935 г. Образование кратера относится к донектарскому периоду.

## Описание кратера
К северо-западной части кратера примыкает большой кратер Риччоли, на севере располагается кратер Лорман, на востоке кратер Дамуазо, на юго-востоке кратер Сирсалис, на юге-юго-западе кратер Рокка, на западе кратер Хартвиг. На северо-западе от кратера расположены борозды Риччоли, на севере борозды Гевелия, на востоке лежит Океан Бурь, на юго-востоке борозды Гримальди, на юго-западе находятся горы Кордильеры и Озеро Осени. Селенографические координаты центра кратера 5°23′ ю. ш. 68°22′ з. д. / 5,38° ю. ш. 68,36° з. д., диаметр 173,5 км, глубина 3 км.
За длительное время своего существования кратер значительно разрушен, вал перекрыт множеством кратеров различного размера и фактически представляет собой нерегулярное кольцо холмов, пиков и хребтов. Наиболее сохранилась западная часть вала, на востоке вал нарушен понижением местности, на востоке прорезан V-образной долиной, северная оконечность вала имеет множество долин устремленных к кратеру Лорман. Высота вала над окружающей местностью составляет 1840 м, отдельные пики превышают 2000 м. Чаша кратера заполнена базальтовой лавой, дно чаши ровное и плоское, за счет низкого альбедо хорошо выделяется на фоне окружающей местности. Дно чаши кратера имеет яркость 1° по таблице яркостей Шрётера.

## Кратковременные лунные явления
В чаше кратера Гримальди наблюдались кратковременные лунные явления в виде изменения вида тёмных пятен на дне во время затмений, мерцающих точек на дне.

## Сателлитные кратеры
| Гримальди | Координаты                                          | Диаметр, км |
| --------- | --------------------------------------------------- | ----------- |
| A         | 5°23′ ю. ш. 71°20′ з. д. / 5,39° ю. ш. 71,33° з. д. | 14,5        |
| B         | 2°56′ ю. ш. 69°19′ з. д. / 2,94° ю. ш. 69,32° з. д. | 22,2        |
| С         | 2°39′ ю. ш. 61°35′ з. д. / 2,65° ю. ш. 61,59° з. д. | 9,3         |
| D         | 3°40′ ю. ш. 65°39′ з. д. / 3,66° ю. ш. 65,65° з. д. | 20,6        |
| E         | 3°40′ ю. ш. 64°32′ з. д. / 3,67° ю. ш. 64,54° з. д. | 13,2        |
| F         | 3°55′ ю. ш. 62°50′ з. д. / 3,91° ю. ш. 62,84° з. д. | 29,0        |
| G         | 7°20′ ю. ш. 65°01′ з. д. / 7,33° ю. ш. 65,01° з. д. | 11,8        |
| H         | 4°53′ ю. ш. 71°31′ з. д. / 4,88° ю. ш. 71,52° з. д. | 9,1         |
| J         | 2°56′ ю. ш. 70°41′ з. д. / 2,93° ю. ш. 70,69° з. д. | 15,4        |
| L         | 8°32′ ю. ш. 66°50′ з. д. / 8,53° ю. ш. 66,83° з. д. | 18,3        |
| M         | 8°01′ ю. ш. 67°06′ з. д. / 8,02° ю. ш. 67,1° з. д.  | 18,7        |
| N         | 7°34′ ю. ш. 66°43′ з. д. / 7,56° ю. ш. 66,71° з. д. | 8,0         |
| P         | 7°58′ ю. ш. 68°22′ з. д. / 7,96° ю. ш. 68,37° з. д. | 8,3         |
| Q         | 4°45′ ю. ш. 64°52′ з. д. / 4,75° ю. ш. 64,87° з. д. | 25,4        |
| R         | 8°30′ ю. ш. 71°22′ з. д. / 8,5° ю. ш. 71,36° з. д.  | 9,0         |
| S         | 6°21′ ю. ш. 64°53′ з. д. / 6,35° ю. ш. 64,88° з. д. | 11,0        |
| T         | 7°43′ ю. ш. 71°01′ з. д. / 7,72° ю. ш. 71,01° з. д. | 11,3        |
| X         | 5°53′ ю. ш. 72°25′ з. д. / 5,88° ю. ш. 72,41° з. д. | 8,4         |